# Helicopsyche oenodoce
Helicopsyche oenodoce är en nattsländeart som beskrevs av Schmid 1993. Helicopsyche oenodoce ingår i släktet Helicopsyche och familjen Helicopsychidae. Inga underarter finns listade i Catalogue of Life.